# Paraliochthonius pecki
Espèce
Paraliochthonius pecki est une espèce de pseudoscorpions de la famille des Chthoniidae.

## Distribution
Cette espèce est endémique des îles Galápagos en Équateur. Elle se rencontre sur l'île Santa Cruz.

## Description
Les mâles mesurent de 1,90 à 1,91 mm et les femelles de 2,02 à 2,33 mm.

## Étymologie
Cette espèce est nommée en l'honneur de Stewart B. Peck.

## Publication originale
- Mahnert, 2014 : Pseudoscorpions (Arachnida: Pseudoscorpiones) from the Galapagos Islands (Ecuador). Revue Suisse de Zoologie, vol. 121, no 2, p. 135-210 (texte intégral).